# Azara microphylla
Azara microphylla là một loài thực vật có hoa trong họ Liễu. Loài này được Hook. f. miêu tả khoa học đầu tiên năm 1845.

## Hình ảnh

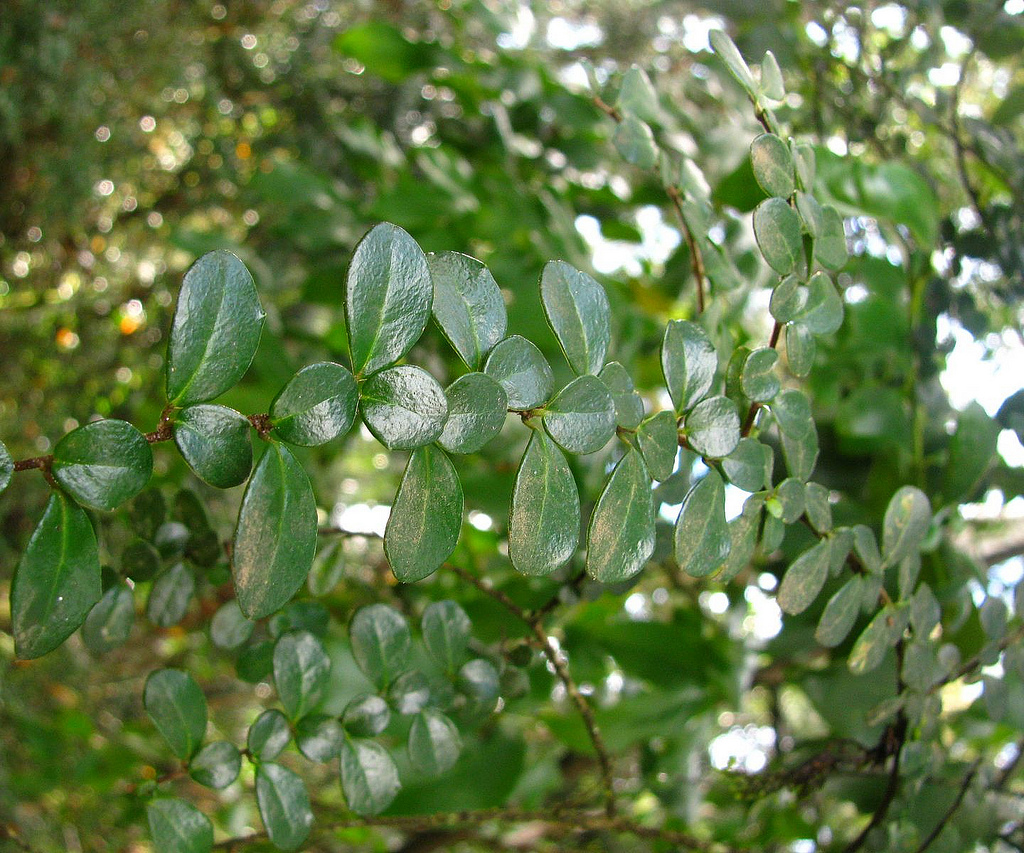
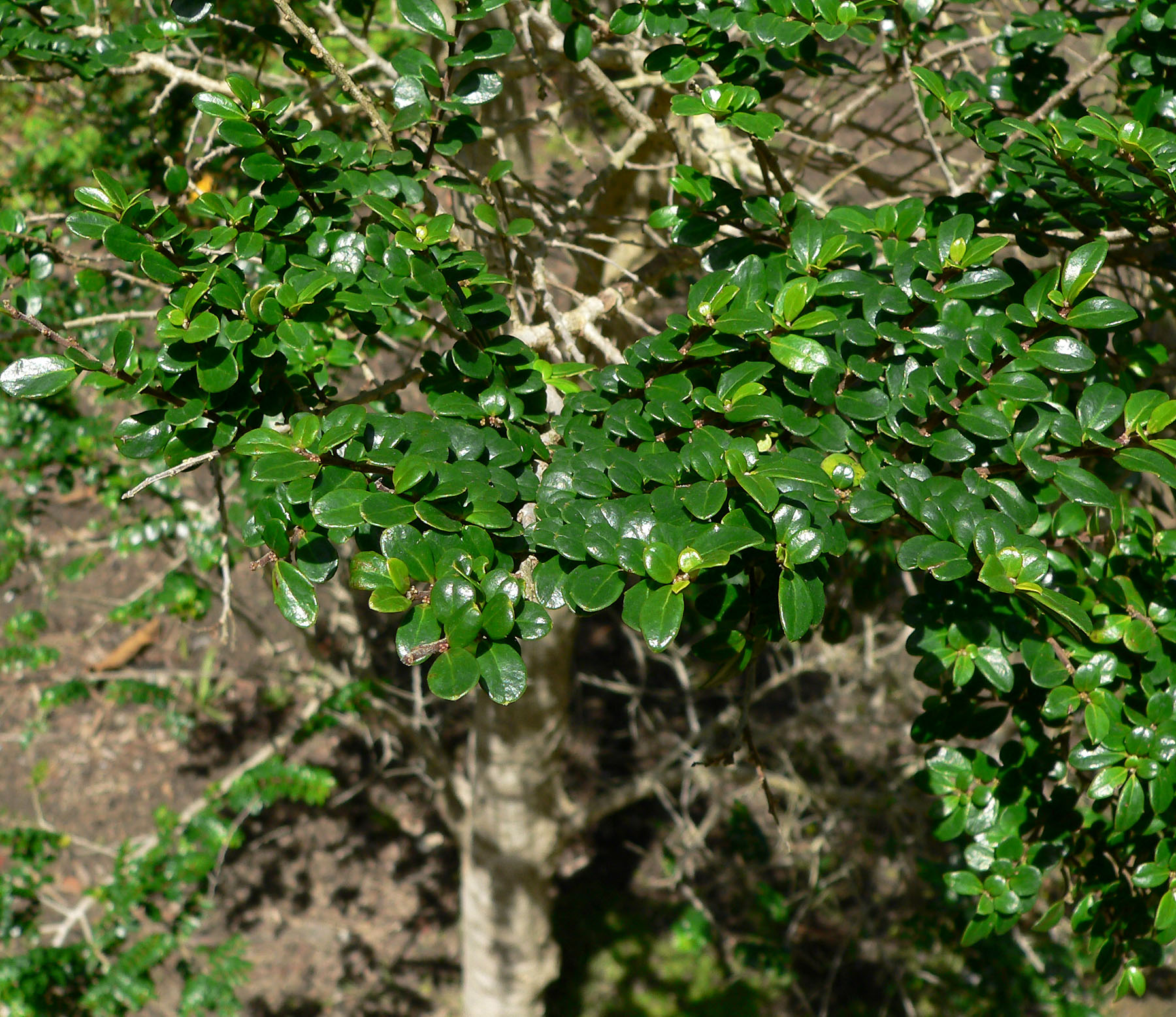